# バディミッション BOND
『バディミッション BOND』（バディミッション ボンド）は、コーエーテクモゲームスのチームブランドであるルビーパーティーと任天堂が協働開発し、任天堂より2021年1月29日に発売されたNintendo Switch用ゲームソフト。
2021年日本ゲーム大賞優秀賞受賞作品。ファミ通・電撃ゲームアワード2021アドベンチャー部門最優秀賞受賞作品。

## システム

### メインミッション
全18ミッションからなる物語の主軸となるストーリーを進めることができる。主な流れとして前半の会話パート、中盤の捜査パート、後半の潜入パートに分かれており、潜入を成功させ目的を達成することでミッションクリアとなる。またミッション中には「ヒーローゲージ」が存在し、会話の選択肢や捜査、潜入の成果によって増減しミッションクリア時にランクで表示される。
会話パート
各キャラクター達の会話によって進行する。会話での進行の他に選択肢の表示や、風景や画像から怪しい箇所を探すサーチモード、潜入時のルートを導き出すシンキングタイム等がある。
捜査パート
2人のキャラクターを選択してマップを移動し潜入の為の情報収集を行う。移動1マスごとに1ゲージを消費する。6ゲージを使い切ると1ラウンド終了となり、キャラクター選択からやり直す。情報が得られるスポットに特定のキャラクターを行かせることで、潜入するための情報を得ることができる。情報を得られるキャラクターを連れていなかった場合は、ヒーローゲージが減少する。規定ラウンドより多くラウンドを過ごすとヒーローゲージが減少するが、手がかりを集めきるまでは何ラウンドでも繰り返すことができる。
潜入が発生しない章の場合は1ラウンドのみの制限があり、事前に出題された問題に答えるための情報を集めていくことになる。情報が集まらなくても問題に正解さえすればストーリーを進めることは可能。
潜入パート
捜査同様、任意のキャラクター2人を選択し、3D化したマップを進み目的地を目指す。捜査で解放できたルートしか選択することができない。また、特定のキャラクターを選択していないと進めないルートも存在する。敵との戦闘になった際などにQTEが発生する場合がある。

### バディエピソード
メインミッションを特定のランク以上でクリアする、捜査パートや潜入パートで特定のキャラクターを選ぶ等の条件で解放されるサイドストーリー。メインミッションでは明かされない主人公4人のそれぞれの関係性や人物像などが描かれる。

### サイドエピソード
メインミッションを特定のランク以上でクリアする事で解放される。物語に関わったサブキャラクター達の物語を描いたショートストーリー。

## あらすじ
ヒーローを目指す警察官・ルークの勤務する警察署に、女性が誘拐された様子が撮影された動画メールが送られてくる。事件として取り合わず、捜査しようともしない上司の指示を無視して、ルークは独自に捜査を始める。やがて女性の監禁場所として特定した場所に潜入するが、そこにいたのは「怪盗ビースト」として世界に知られている男・アーロンだった。2人で協力して女性の救出に成功するが、あるきっかけから突如その女性が暴れ出す。一連の事件に「DISCARD」という犯罪組織が関わっていると知った2人は、組織が根城にしていると特定したミカグラ島へ向かう。
ミカグラ島へ向かう飛行船で知り合った、元忍者のモクマと、天才詐欺師のチェズレイ。彼らもDISCARDに因縁があることを知り、4人でチームを組んでDISCARDを追うことを決意する。

## 登場人物

### 主人公
ルーク・ウィリアムズ
声 - 木村良平
リカルド共和国・首都エリントンにある国家警察に勤務する警察官。正義感が強いが、それゆえ小さな事件でも強いこだわりを見せることが多いため、上司や同僚からの評価は低い。警官として殉職した育ての親、エドワード（声：小山力也）が持っていたヒーロー像に強く影響を受けている。ナデシコから与えられたコードネームは「Doggie」。
潜入時には武器として銃を使用するが、自らの正義を貫くため、殺傷能力が低い種類を使用している。
生真面目かつ慎重な性格で、潜入前には情報収集を入念に行い、被害や犠牲者を出さないことに何よりも重きを置く。他の3人と比べると射撃以外の突出した能力は持たないが、その直向きさと誰とでも分け隔てなく接する人間性から周囲の信頼は厚い。甘いものが大好きで、他の人が辟易するほど甘さの強いものでも美味しく食べることができる。
かつては孤児でありそれ以前の記憶がない。そのため自身を引き取り育ててくれた恩人のエドワードに深い尊敬の念を抱いており、着ているコートはエドワードから引き継いだ形見である。
アーロン
声 - 近藤隆
「怪盗ビースト」として世界で名を馳せる大泥棒。「被害総額は国家予算級」「S級犯罪者」等、様々な逸話を持つ。正面突破での犯行が殆どだが、常人離れした高い身体能力と鉤爪を使用した近接戦闘の強さから厳重な警備も強引に突破してしまい、未だに捕まっていない。宝石を専門に盗み出しており、稼いだ資金の一部を故郷であるハスマリー公国のアジトに送金している。アジトのリーダーで姉代わりであったアラナ（声：井上麻里奈）が何者かに誘拐され、救出しようとしているところにルークと出会う。以後、半ば不本意ながらも共に捜査協力をしていくことになる。ナデシコから与えられたコードネームは「Beast」。
直情的な性格で言動は野獣そのもの。通常では気付かないほどの微細な違和感や物音に勘づくなど五感も鋭い。また一目でその宝石の価値を見破るといった宝石に対する見定めも一流。考えるよりも先に動くタイプで慎重に動くルークとはたびたび衝突している。飛行する乗り物が大の苦手で、怪盗としての逃走経路も陸路と海路しか使用したことがなかった。
物心つく頃から常に治安が悪い状況下で生き抜いて来たため「甘い考えのやつから理不尽に奪われていく」という考えを持っており、ルークの人生観や言動に対しては「ヒーローごっこ」として見さげている。自ら「悪党」を自称しているが、アラナや孤児たちを家族同然に大切にしており、また目の前の人間を見捨てる事ができない等、根っからの悪人ではない。
モクマ・エンドウ
声 - 森川智之
ヒーロー番組「ニンジャジャン」のヒーローショーでニンジャジャン役を務めているショーマン。酒と女性を好み、飲みながらナンパをしては振られることを繰り返している。ショーにおいてもよくセリフや演出を間違えるため、関係者からの評判もあまり良くない。かつてミカグラ島・マイカの里出身の忍者だったが、20年前に追放されて以来は世界各地を放浪し職を転々としていた。ナデシコから与えられたコードネームは「Ninja」。
潜入時の武器としては、鎖鎌を使用する。
人当たりが良く誰に対しても軽口で陽気に接する。しかし過去については話したがらず話が及ぶとのらりくらりとかわして逃げてしまう。元忍者であることから非常に身軽でその身体能力はアーロンからも一目置かれている。チームの中では年長者であるためルークやアーロンへさり気なくフォローする事も多いが、チェズレイからはある事がきっかけで歪んだ執着を向けられるようになってしまう。
チェズレイ・ニコルズ
声 - 浪川大輔
「仮面の詐欺師」と呼ばれている天才詐欺師。今まで多くの人間を破滅させてきたと言われ、実態を人前にほとんど晒さないことから都市伝説的な扱いをされている。犯罪組織・DISCARDのトップを務めている「ファントム」と深い因縁があり、ルークたちを利用して陰からDISCARDに接触しようとしていた。しかし、モクマの行動により計画が狂ったことで表舞台に立たざるを得なくなり、ルークたちに協力することになる。ナデシコから与えられたコードネームは「Outwitter」。
潜入時の武器としては、剣が仕込まれた杖を使用する。
街中を歩けば多くの女性が振り返るほどの美青年。誰に対しても丁寧な口調で話すが、決して本心を明かさず人を試したり見透かしたような言動をとる。変装の達人で体格や性別関係なく誰にでも成りすますことができ、そのため多種多様な分野に精通するが中でも音楽や芸術に関する造語を好んで用いる。「殺すのは下衆のみ」「一度宣言したことはやり通す」といった美学を持っており、それを守るためにはどれほどの労力を費やすことも厭わない完璧主義者。しかし美学を貫くためなら手段を選ばず、たとえ周囲に犠牲が出ようとも意に介さないなど冷酷な一面も持っている。

### ミカグラ島の人々
ナデシコ・レイゼイ
声 - 田中敦子
ミカグラ警察公安部長を務める妖艶な女性。その立場上身分を明かせないため表の顔は投資家として活動しており、ブロッサム劇場街に拠点となるオフィスを構える。モクマとは旧知の仲で、DISCARD掃討のためにミカグラ島に呼び寄せた。ルークたち4人のコードネームの頭文字を取り、「チームBOND」の呼称を名付ける。
スイ・アッカルド
声 - 上坂すみれ
世界的に人気のある歌姫。これまでに様々な賞を受賞している。出身であるミカグラ島を拠点に活動している。任務のためナデシコの伝手により急遽彼女のバックダンサーを務めることになったルークたちを「ショーを舐めている」と叱責する等、仕事に対するプロ意識が高い。しかしショーに対して真剣に向き合い努力する者には無名だろうと一定の敬意を表し、アドバイスや激励の言葉を送る等、気さくな一面も持ち合わせている。
ルドヴィゴ・アッカルド
声 - 若本規夫
エンターテインメント会社「ACE」の社長で、スイの父親。ミカグラ島を世界有数の観光地にまで発展させた実業家。また一般市民の目線を忘れないため、という理由で時折1人で密かにブロッサムの街を散策している。
シキ
声 - 内山昂輝
イアンの側近として活動していた天才ハッカー。親をDISCARDに人質にとられ、やむなく協力していた。闇カジノ崩壊後はチームBONDに協力することになる。

### DISCARD
ファントム
声-？？？　
DISCARDのボス。「ファントム」というコードネーム以外すべてが謎に包まれている。
イアン・スペンサー
声 - 黒田崇矢
ブロッサムのカジノ街にある裏カジノを取り仕切っている筋骨隆々の大男。ルールを遵守することを徹底して求め、破った者には容赦なく制裁を加える。その反面、ルールを守りつつ勝ち上がってきた勝者には賛辞を送り、一度交わした約束は必ず守るといった義理堅い一面も持つ。過去の事故で体に大きな怪我を負っており右腕と右足が機械化している。そこから繰り出す攻撃は非常に強力でアーロンが一撃で沈黙するほど。

### マイカの里
コズエ
声 - 井上喜久子
ミカグラ島・マイカの里の大巫女を務める女性。高齢で足を痛めてからは権力者が住む城を離れ、城下の屋敷で暮らしている。島の伝統を守ることを第一に考え、ブロッサムの街について快く思っていない。
フウガ
声 - 子安武人
マイカの里を治めている当主。モクマとは忍者時代、共に修行する間柄だった。

## 開発

### 背景
2010年代半ばの任天堂の商品群はアクションゲームや複数人で遊ぶものが多く、任天堂は毛色の違う作品を用意してNintendo Switchに興味を持ってもらいたいと考えていた。そして、コーエーテクモゲームスのチームブランドであるルビーパーティーに声をかけた。
ルビーパーティー側もNintendo Switch向けの恋愛ゲームの実績がなく、ぜひチャレンジしたいという考えからオファーを引き受け、2016年ごろから企画がスタートした。
当初はルビーパーティーの得意とする女性向けの恋愛アドベンチャーゲームにするつもりだったが、企画の過程で多様な絆を描く方針に変更された。